# RobotWar
《RobotWar》是Silas Warner编写的编程游戏。原版游戏于1970年代面向柏拉圖系統电脑开发，1981年Muse Software发行了商业化的Apple II版。

## 玩法

5台机器人在正方形战场上，根据预先写好的程序自动作战

《RobotWar》的舞台设定于2002年，彼时机器人取代人类参战，玩家负责为机器人编写战斗程序。游戏中，玩家并非直接操控机器人，而是写好程序，由机器人自动作战。游戏战场呈正方形，每轮战斗至多可登场5台机器人。机器人遭受炮击或发生碰撞后会受损，损毁值达到极限的机器人将退出战场。场上只余一台机器人时，该轮战斗结束。
玩家使用类BASIC语言给机器人编写程序，代码通过汇编后即可部署给机器人。每台机器人有34个寄存器，分为通用寄存器和输入/输出（I/O）寄存器。可透过I/O寄存器，玩家可获取与改变机器人状态，如取得机器人坐标、调整炮口朝向、改变移动速率等。机器人不能直接获知其他机器人的位置和速度，玩家需利用雷达脉冲侦测其他机器人位置，移速度则需透过代码计算。
例如机器人搭载下方程序后，将不断旋转角度发射雷达脉冲，如果探测到目标，将根据雷达回报距离的射出炮弹。此代码没有设置速率寄存器，故该机器人战斗时不会移动：
```
SCAN

    
AIM
 
+
 
5
 
TO
 
AIM
 
; 将炮口顺时针旋转5°

    
AIM
 
TO
 
RADAR
 
; 朝炮口方向发射雷达脉冲

LOOP

    
IF
 
RADAR
 
<
 
0
 
GOSUB
 
FIRE
 
; 若RADAR为负值，则在对应距离处侦测到机器人

    
GOTO
 
SCAN

FIRE

    
0
 
-
 
RADAR
 
TO
 
SHOT
 
; 向该距离处开火

    
ENDSUB

```

## 开发
《RobotWar》由Silas Warner开发。1976年，Warner进入某大型保险公司制作培训类电脑游戏。其间，他用业余时间在柏拉圖系統（PALTO）机开发《RobotWar》，并与使用电脑工作的朋友一道游玩，即编写程序后观看电脑对战。 PALTO版游戏和代码编写器「RobotWrite」一道，以TUTOR语言编写。此后Warner加入Muse Software，Muse于1981年发行了商业化的Apple II版《RobotWar》。

## 反响
《The Space Gamer》编辑Harry White认为《RobotWar》物有所值，并称玩家没有苹果电脑，也能很快等到同类游戏。《Computer Gaming World》在游戏发行当时称赞tutor语言易学，后于1996年将游戏评为史上最佳游戏第85名。《Byte》也认为此语言或适合编程教学，并称赞编辑器和调试器功能丰富。但评测也批评语言速度慢，机器人有时会出现未预期行为。
2004年Warner离世时，其妻Kari Ann Owen接受采访称，《RobotWar》可供玩家学习「基础编程、思考及概念分析」，是她心目中Warner最好的游戏作品。「Computer Chronicles」主播兼制作人Stewart Cheifet在2020年接受采访时称，《RobotWar》是他最喜爱的游戏之一：「你不是自己战斗与射击，而是给机器人写程序。这是软件的较量，是你和别人所设计的机器人间的战斗……这太棒了」。
曾有多年展开关于该游戏的编程竞赛。